# Joint Surveillance System
Pour les articles homonymes, voir JSS.

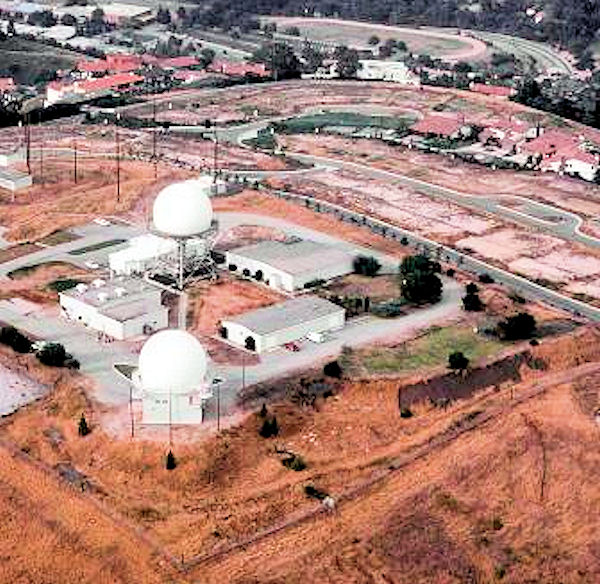
L'ancien site radar J-31 de San Pedro, JSS ARSR-1, Californie

Le Joint Surveillance System (JSS) est un système conjoint de la United States Air Force et de la Federal Aviation Administration pour la défense aérienne de l’Amérique du Nord. Il a remplacé le système SAGE (Semi Automatic Ground Environment) en 1983.

## Présentation
Le JSS est constitué de radars de surveillance à longue portée, principalement exploités et entretenus par la Federal Aviation Administration (FAA), fournissant des données de communication et de radar aux centres de contrôle des FAA et à ceux de l'United States Air Force.

### Radars de surveillance des routes aériennes
L'équipement de la FAA est principalement un mélange de radars de surveillance des voies aériennes à longue portée (ARSR) de divers types, bien que certains utilisent des radars AN/FPS traditionnels. Ils sont co-localisés avec des installations émettrices/réceptrices (GATR) UHF sol-air-sol (G/A/G) à de nombreux endroits. Quatorze sites possèdent également des radios VHF. L'installation GATR fournit un accès radio aux avions de combat et aux aéronefs d'alerte rapide et de contrôle (AEW&C) avec les centres de contrôle des opérations du secteur. Le JSS a été amélioré dans le cadre du Programme de remplacement des radars de la FAA et de la Force aérienne avec 44 radars ARSR-4/FPS-130 pour remplacer certains des nombreux radars à longue portée antérieurs. Cela fournit des radars communs, performants et sans surveillance. Le radar ARSR-4/FPS-130 est un radar 3-D longue portée avec une portée de détection effective d'environ 400 kilomètres et a été entièrement intégré au JSS sur tous les sites d’utilisation conjointe.
Ces radars sont généralement sans surveillance, les équipes d'entretien périodiques de la FAA visitent les sites si nécessaire.

### Centres de contrôle des secteurs

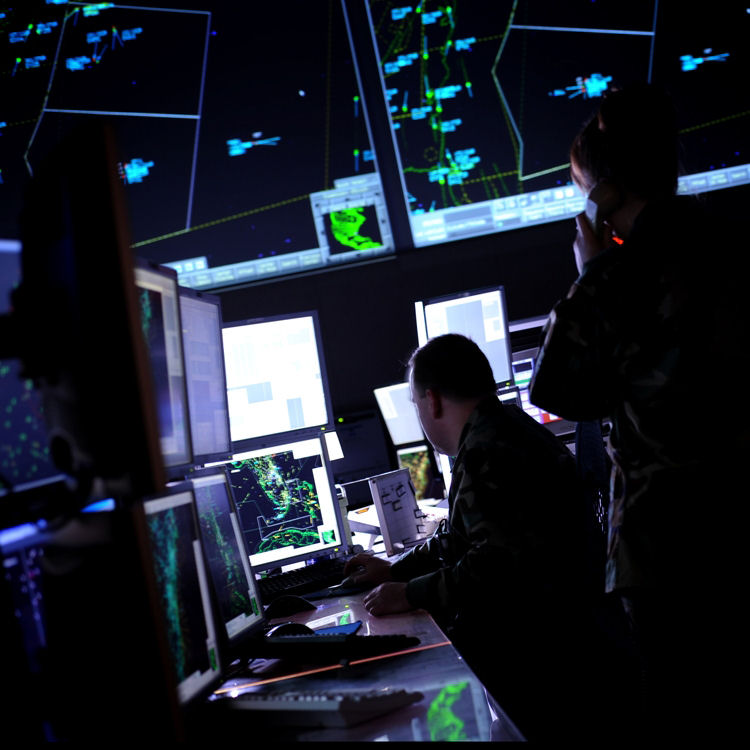
Les opérateurs du système de contrôle de l’USAF surveillent le ciel du secteur de la défense aérienne de l'est depuis le sol

La partie Air Combat Command de l'US Air Force du JSS est composée de trois centres de contrôle des opérations (SOCC) pour le secteur continental des États-Unis (CONUS), ces centres sont équipés d'afficheurs fixes du système de contrôle de combat (BCS-F). Les trois SOCC situés sur le secteur CONUS sont implantés aux endroits suivants:
- Rome, New York

43° 13′ 00″ N, 75° 24′ 21″ O (Secteur de défense aérienne Est)
- Base aérienne de Tyndall, Floride

30° 04′ 30″ N, 85° 35′ 39″ O (Secteur de défense aérienne Nord)
- McChord Field, Washington

47° 07′ 18″ N, 122° 30′ 14″ O (Secteur de défense aérienne ouest)
Un SOCC est situé en Alaska sur la base aérienne d'Elmendorf, à Hawaii à Wheeler Field et deux au Canada sur la base des forces canadiennes de North Bay, en Ontario. La mission du réseau SOCC est la souveraineté et la surveillance aériennes en temps de paix des fonctions supplémentaires sont disponibles si nécessaire en temps de guerre. Les SOCC acceptent des données provenant de plusieurs capteurs, traitent automatiquement ces données et affichent ces dernières pour la détection, le suivi et l’identification des cibles aériennes, ainsi que pour l’affectation et la direction des intercepteurs afin d’assurer la souveraineté aérienne en temps de paix.
Chaque SOCC fonctionne comme le centre de commande et de contrôle principal dans chaque région du NORAD en temps de crise ou d'attaque, tant qu'il en est capable.
Les SOCC du CONUS reçoivent des données de 46 sites radar JSS. Les sites radar du système radar de l'Alaska transmettent les données à la base aérienne d'Elmendorf, en Alaska, et deux sites radar fournissent des données pour le SOCC à Hickam Field, à Hawaii. Les radars du réseau du Système d'Alerte du Nord au Canada transmettent des données à deux SOCC canadiens situées sur la base de North Bay, en Ontario.
Le commandement et le contrôle peuvent être transférés au aéronefs d'alerte rapide et de contrôle (AEW&E) de l’E-3A pour assurer la survie si la situation tactique le justifie. En temps de paix, six de ces avions sont affectés à la coopération avec le JSS. Les informations du ROCC sont également transmises au Centre d'opérations de combat (COC) du Commandement de la défense aérospatiale de l'Amérique du Nord (NORAD) à Colorado Springs, au Colorado.

## Stations radar
| Code du Site | NORAD-ID | Nom                             | État | Type de radar | Lieu                          | Secteur USAF | Secteur FAA                     | Notes |
| ------------ | -------- | ------------------------------- | ---- | ------------- | ----------------------------- | ------------ | ------------------------------- | --- |
| QPC          |          | Haleyville                      | AL   | AN/FPS-67B    | 34° 24′ 56″ N, 87° 32′ 23″ O  | EADS         | ASO Sud                         | Radar développé par Raytheon pour le système SAGE. |
| MGM          |          | Montgomery                      | AL   | ARSR-1D       | 32° 12′ 42″ N, 86° 10′ 06″ O  | EADS         | ASO Sud                         | En zone rurale, à environ 21 kilomètres au sud-est de Montgomery. |
| QXR          | Z-237    | Russellville                    | AR   | AN/FPS-64A    | 35° 24′ 10″ N, 92° 59′ 39″ O  | WADS         | ASO Sud                         | L'ancien site radar ADCOM SAGE utilise toujours le FPS-64A. |
| TXK          |          | Texarkana                       | AR   | AN/FPS-67B    | 33° 21′ 35″ N, 93° 55′ 22″ O  | WADS         | ASO Sud                         | Remplace le site ADCOM SAGE de la station de Texarkana M-91 |
| PHX          | Z-247    | Montagne Humboldt, Phoenix ARSR | AZ   | ARSR-1E       | 33° 58′ 53″ N, 111° 47′ 53″ O |              | AWP Ouest Pacifique             | Ouvert en 1958 sur le site de Forest Ranger Lookout. |
| J-29A        |          | Ajo                             | AZ   | ARSR-4        | 32° 25′ 52″ N, 112° 56′ 42″ O | WADS         | ASW Sud Ouest                   | Ouvert en 2000 sur l'ancien site ADCOM de la station d'Ajo, a remplacé J-29 près de Phoenix |
| QXP          |          | Seligman                        | AZ   | ARSR-3        | 35° 21′ 10″ N, 112° 56′ 59″ O | WADS         | AWP Ouest Pacifique             | Site distant au sommet de la montagne. |
| J-83         | Z-33     | Crescent City                   | CA   |               | 41° 33′ 33″ N, 124° 05′ 10″ O |              | AWP Ouest Pacifique             | Ancien site ADCOM de la station de Klamath, fermé en 1995, remplacé par J-83A |
| J-83A        |          | Rainbow Ridge                   | CA   | ARSR-4        | 40° 23′ 39″ N, 124° 09′ 58″ O | WADS         | AWP Ouest Pacifique             | Remplacé J-83 et J-34. Site distant au sommet de la montagne. |
| J-34         | Z-37     | Point Arena                     | CA   |               | 38° 53′ 35″ N, 123° 32′ 40″ O |              | AWP Ouest Pacifique             | L'ancien site ADCOM SAGE de la station de Point Arena, fermé en 1995. Remplacé par J-83A |
| QMV          | Z-38     | Mill Valley                     | CA   | ARSR-4        | 37° 55′ 26″ N, 122° 35′ 51″ O | WADS         | AWP Ouest Pacifique             | Ancien site ADCOM SAGE de la station de Mill Valley, désactivé en 1980. Maintenant site FAA. |
| J-32         | Z-236    | Paso Robles                     | CA   | ARSR-4        | 35° 23′ 41″ N, 120° 21′ 15″ O | WADS         | AWP Ouest Pacifique             | Site de la FAA depuis 1960. Ancien site SAGE Z-236 de l'US Air Force, remplaçant la station de Cambria. Devient un site JSS en 1980 |
| J-31         | Z-39     | San Pedro                       | CA   |               | 33° 44′ 46″ N, 118° 20′ 10″ O |              | AWP Ouest Pacifique             | Ancien site ADCOM de la station de San Pedro Hill désactivé en 1995. Site JSS fermé, remplacé par le site JS-36A de la Navy ARSR-4 sur l’île de San Clemente. |
| J-36A        |          | San Clemente Island (USN)       | CA   | ARSR-4        | 32° 53′ 03″ N, 118° 27′ 03″ O | WADS         | AWP Ouest Pacifique             | Nouveau site établi à la fin des années 1990, situé dans un endroit très isolé. |
| J-30         | Z-76     | Mount Laguna                    | CA   | ARSR-4        | 32° 52′ 34″ N, 116° 24′ 54″ O | WADS         | AWP Ouest Pacifique             | Remplace l'ADCOM de la station de Mount Laguna. Deuxième installation ARSR-4 |
| J-35         |          | Base aérienne de Vandenberg     | CA   | ARSR-4        | 34° 35′ 13″ N, 120° 35′ 41″ O | WADS         |                                 | Site JSS de. l'USAF (non utilisé par la FAA) |
| DNV          | Z-212    | Denver                          | CO   | ARSR-1D       | 39° 35′ 39″ N, 104° 41′ 35″ O | WADS         | ANM des montagnes du Nord-Ouest | Ouvert en 1963 par la FAA, il s’agissait de données liées au réseau ADCOM SAGE. |
| GJC          | Z-215    | Grand Junction                  | CO   | ARSR-2        | 39° 38′ 19″ N, 108° 45′ 45″ O | WADS         | ANM des montagnes du Nord-Ouest | Ouvert en 1963 par la FAA, il s’agissait de données liées au réseau ADCOM SAGE. |
| TCO          | Z-222    | Trinidad                        | CO   | ARSR-2        | 37° 32′ 49″ N, 104° 00′ 50″ O | WADS         | ANM des montagnes du Nord-Ouest | Ouvert en 1963 par la FAA, il s’agissait de données liées au réseau ADCOM SAGE. |
| J-04         | Z-327    | Whitehouse NOLF                 | FL   | ARSR-4        | 30° 20′ 45″ N, 81° 52′ 25″ O  | EADS         | ASO Sud                         | Remplace l'ADCOM M-114 SAGE de la station de Jacksonville désactivé en 1981. |
| J-05         | Z-211    | Base aérienne de Patrick        | FL   |               | 28° 12′ 50″ N, 80° 35′ 57″ O  |              | ASO Sud                         | Ancien site ADCOM SAGE, désactivé en 1988. Utilisé jusqu'en 1996 par la FAA. |
| J-05A        |          | Melbourne                       | FL   | ARSR-4        | 28° 05′ 03″ N, 80° 47′ 53″ O  | WADS         | ASO Sud                         | Remplace J-05 par une nouvelle installation ARSR-4. |
| J-06         | Z-210    | Richmond                        | FL   | ARSR-1F       | 25° 37′ 24″ N, 80° 24′ 16″ O  |              | ASO Sud                         | Ancien ADCOM de la station de Richmond, fermé en 1992, détruit par l'ouragan Andrew |
| J-06A        |          | Tamiami                         | FL   | ARSR-4        | 25° 38′ 50″ N, 80° 30′ 19″ O  | EADS         | ASO Sud                         | Remplace le J-06 détruit par un radar ARSR-4 à un nouvel emplacement |
| J-07         | Z-209    | NAS Key West                    | FL   | ARSR-4        | 24° 35′ 04″ N, 81° 41′ 21″ O  | EADS         | ASO Sud                         | Le site ADCOM SAGE a été fermé en 1979, maintenant radar commun Navy/FAA |
| J-09         | Z-330    | Fort Lonesome                   | FL   |               | 27° 38′ 44″ N, 82° 07′ 58″ O  |              | ASO Sud                         | Ouvert en 1980 en remplacement du site ADCOM SAGE M-129 de la base aérienne de MacDill. Fermé 1998 |
| J-09A        |          | Fort Green                      | FL   | ARSR-4        | 27° 42′ 02″ N, 82° 00′ 25″ O  | EADS         | ASO Sud                         | Dans une zone agricole à environ 53 km au sud-est de Tampa. |
| J-10         | Z-333    | Cross City                      | FL   | ARSR-4        | 29° 44′ 38″ N, 83° 00′ 03″ O  | EADS         | ASO Sud                         | Le nouveau site ouvert en 1980 a remplacé l'ADCOM SAGE de la station de Cross City. |
| J-11         | Z-198    | Base aérienne de Tyndall        | FL   | ARSR-4        | 30° 04′ 33″ N, 85° 36′ 39″ O  | EADS         | ASO Sud                         | Ouvert en 1983, remplace le site ADCOM TM-198 de la base. |
| QHN          |          | Ashburn                         | GA   | ARSR-1E       | 31° 41′ 45″ N, 83° 45′ 01″ O  | EADS         | ASO Sud                         | En zone rurale à environ 40 km au nord-est d'Albany |
| QNK          |          | Lincolnton                      | GA   | ARSR-3        | 33° 45′ 35″ N, 82° 28′ 01″ O  | EADS         | ASO Sud                         | Remplace le site ADCOM SAGE de la station d'Aiken. |
| QJO          |          | Arlington                       | IA   | ARSR-3        | 42° 46′ 06″ N, 91° 36′ 55″ O  | WADS         | ACE Central                     | En milieu rural, à environ 67 km au nord-est de Waterloo |
| QVA          |          | Ashton                          | ID   | ARSR-2        | 44° 33′ 45″ N, 111° 26′ 41″ O | WADS         | ANM des montagnes du Nord-Ouest | Ouvert en 1963. Sur le pic Sawtell à environ 4 km au sud-ouest de l'aéroport du parc national de Yellowstone |
| BOI          | Z-223    | Boise                           | ID   | ARSR-2        | 44° 26′ 33″ N, 116° 08′ 13″ O | WADS         | ANM des montagnes du Nord-Ouest | Ouvert en 1963 par la FAA. Situé au sommet du mont Snowbank. A commencé à fournir des informations dans le réseau ADCOM SAGE en 1963. |
| JOL          |          | Elwood                          | IL   | ARSR-3        | 41° 25′ 22″ N, 88° 03′ 30″ O  | EADS         | AGL Grands Lacs                 | En milieu rural, à environ 12 km au sud de Joliet |
|              | Z-63     | Hanna City                      | IL   | ARSR          | 40° 41′ 56″ N, 89° 49′ 33″ O  | EADS         | AGL Grands Lacs                 | Site FAA depuis 1969, ancienne station d'Hanna City |
| IND          |          | Indianapolis                    | IN   | ARSR-1E       | 39° 44′ 46″ N, 86° 17′ 05″ O  | EADS         | AGL Grands Lacs                 | En zone urbaine, à 4 km au nord de l'aéroport international d'Indianapolis |
| QTZ          |          | La Grange                       | IN   | ARSR-1E       | 41° 37′ 52″ N, 85° 24′ 53″ O  | EADS         | AGL Grands Lacs                 | Situé en banlieue, à environ 2 km au sud de La Grange |
| GCK          | Z-226    | Garden City                     | KS   | ARSR-2        | 37° 39′ 51″ N, 100° 52′ 18″ O | WADS         | ACE Central                     | Le site appartient à la FAA depuis 1964. Implanté dans une zone très agricole, il était lié au réseau ADCOM SAGE. Se situe à environ 34 km au sud de Garden City. |
| QBZ          |          | Oskaloosa                       | KS   | ARSR-2        | 39° 13′ 19″ N, 95° 14′ 46″ O  | WADS         | ACE Central                     | En milieu rural, à environ 28 km au nord de Lawrence. |
| J-14         | Z-248    | Station de Lake Charles         | LA   |               | 30° 11′ 05″ N, 93° 10′ 30″ O  |              | ASW Sud                         | Ancien site ADCOM SAGE de l'ancienne base aérienne de Lake Charles. Fermé dans les années 1990 et déplacé à J-14A |
| J-14A        |          | Lake Charles                    | LA   | ARSR-4        | 30° 21′ 38″ N, 93° 30′ 41″ O  | WADS         | ASW Sud                         | Nouveau site situé dans une zone rurale, à environ 38 km au nord-est de l'ancien site. |
| J-13         | Z-246    | Slidell                         | LA   | ARSR-4        | 30° 20′ 53″ N, 89° 46′ 46″ O  | EADS         | ASW Sud                         | Ancien site ADCOM SAGE, du côté nord du lac Pontchartrain, à environ 52 km au nord-est de la Nouvelle-Orléans |
| QHA          |          | Cummington                      | MA   | AN/FPS-66B    | 42° 28′ 29″ N, 72° 58′ 05″ O  | EADS         | ANE Nouvelle Angleterre         | Situé au sommet de Bryant Mountain. Utilise le radar ADCOM SAGE. |
| J-53         | Z-10     | North Truro                     | MA   | ARSR-4        | 42° 02′ 03″ N, 70° 03′ 15″ O  | EADS         | ANE Nouvelle Angleterre         | Sur l'ancien site ADCOM de la station de North Truro a fermé en 1994. |
| J-54         | Z-110    | Bucks Harbor                    | ME   | ARSR-4        | 44° 37′ 46″ N, 67° 23′ 43″ O  | EADS         | ANE Nouvelle Angleterre         | Sur l'ancien site ADCOM de la station de Bucks Harbour fermé en 1979 |
| J-63         |          | Caribou                         | ME   | ARSR-4        | 46° 53′ 09″ N, 67° 58′ 17″ O  | EADS         | ANE Nouvelle Angleterre         | Ancienne site Nike IFC L-58C de la zone de défense de la base aérienne de Loring |
| CPV          |          | Coopersville                    | MI   | AN/FPS-66     | 43° 02′ 44″ N, 85° 59′ 32″ O  | EADS         | AGL Grands lacs                 | Utilise le radar ADCOM SAGE |
| J-58         | Z-34     | Empire                          | MI   | ARSR-4        | 44° 48′ 07″ N, 86° 03′ 05″ O  | EADS         | AGL Grands lacs                 | Ancien site ADCOM de la station d'Empire. Devient un site d’utilisation conjointe USAF-FAA en 1964, l'USAF désactive sa partie en 1978 |
| J-62         | Z-397    | Canton                          | MI   | ARSR-4        | 42° 16′ 36″ N, 83° 28′ 27″ O  | EADS         | AGL Grands lacs                 | Premièrement, assurait une liaison de données temporaire (en remplacement du radar Z-61). Assure maintenant une liaison de données permanente au sein du JSS, remplace la station de Port Austin (Z-61 / J-57).                                                            |
| QJE          |          | Minneapolis                     | MN   | ARSR-1E       | 44° 45′ 09″ N, 93° 13′ 40″ O  | WADS         | AGL Grands lacs                 | Implanté en zone urbaine, se situe à environ 17 km au sud-ouest de l'aéroport international de Minneapolis-Saint-Paul. |
| J-60         | Z-306    | Nashwauk                        | MN   | ARSR-4        | 47° 23′ 51″ N, 93° 10′ 13″ O  | WADS         | AGL Grands lacs                 | Nouveau site radar JSS FAA/USAF; remplace les stations de Finlande et de Baudette. |
| QJC          |          | Tyler                           | MN   | ARSR-2        | 44° 11′ 37″ N, 96° 12′ 15″ O  | WADS         | AGL Grands lacs                 | Dans une zone rurale du sud-ouest du Minnesota, à environ 250 km au sud-ouest de Minneapolis. |
| STL          |          | St. Louis                       | MO   | ARSR-1E       | 38° 42′ 03″ N, 90° 23′ 26″ O  | WADS         | ACE Central                     | En zone urbaine. |
| QMH          |          | Newport                         | MS   | ARSR-3        | 32° 56′ 51″ N, 89° 50′ 41″ O  | EADS         | ASO Sud                         | En zone rurale. |
| J-77         | Z-147    | Base aérienne de Malmstrom      | MT   |               | 47° 30′ 05″ N, 111° 12′ 11″ O |              | ANM des montagnes du Nord-Ouest | Site ADCOM fermé en 1996, déplacé à J-77A. |
| J-77A        |          | Bootlegger Ridge                | MT   | ARSR-4        | 47° 36′ 49″ N, 111° 17′ 25″ O | WADS         | ANM des montagnes du Nord-Ouest | Site remplaçant le site radar de la base aérienne de Malmstrom (Z-147 / J-77). |
| J-78         | Z-179    | Lakeside (Kalispell)            | MT   | ARSR-4        | 48° 00′ 41″ N, 114° 21′ 54″ O | WADS         | ANM des montagnes du Nord-Ouest | Situé sur l'ancien site ADCOM de la station de Kalispell. |
| QRL          |          | Benson                          | NC   | ARSR-1E       | 35° 30′ 40″ N, 78° 32′ 56″ O  | EADS         | ASO Sud                         | Site radar à longue portée de la FAA. Aussi connu sous le nom de Raleigh. Aussi considéré comme le remplaçant du site SAGE de la station Fort Fisher. |
| QRM          |          | Charlotte                       | NC   | ARSR-1        | 35° 36′ 39″ N, 81° 14′ 18″ O  | EADS         | ASO Sud                         | En zone rurale, à environ 16 km)au sud-est de Hickory. |
| J-02         | Z-115    | Fort Fisher                     | NC   | ARSR-4        | 33° 58′ 38″ N, 77° 54′ 56″ O  | EADS         | ASO Sud                         | La station de Fort Fisher était un site ADCOM actif jusqu'en 1988; Site de la FAA. |
| J-75         | Z-303    | Finley                          | ND   | ARSR-4        | 47° 31′ 42″ N, 97° 54′ 03″ O  | WADS         | AGL Grands lacs                 | Ouvert en novembre 1979, situé à environ deux kilomètres de l'ancien site radar de l'US Air Force. |
| J-76         | Z-300    | Watford City                    | ND   | ARSR-4        | 47° 40′ 44″ N, 103° 46′ 50″ O | WADS         | AGL Grands lacs                 | Nouveau site radar JSS FAA/USAF; remplace les stations de Fortuna (Z-27), de Minot (Z-28) et de Opheim (Z-26). Le site est situé sur l'ancien site radar Z-177B / Z-28E.                                                                                                   |
| QHO          | Z-71     | Omaha                           | NE   | ANFPS-67A     | 41° 21′ 37″ N, 96° 01′ 30″ O  | WADS         | ACE Central                     | Site de la FAA depuis 1968, ancienne Station des forces aériennes d'Omaha |
| NPL          | Z-217    | North Platte                    | NE   | ARSR-2        | 40° 49′ 58″ N, 100° 44′ 53″ O | WADS         | ACE Central                     | Site FAA depuis 1963, ancien site ADCOM SAGE Z-217 |
| J-51         | Z-63     | Gibbsboro                       | NJ   | ARSR-4        | 39° 49′ 29″ N, 74° 57′ 15″ O  | EADS         | AEA Est                         | Ancien site ADCOM de la station de Gibbsboro. Site de l'US Air Force fermé en 1984 |
| GAL          | Z-221    | Gallup                          | NM   | ARSR-2        | 36° 04′ 33″ N, 108° 51′ 37″ O | WADS         | ASW Sud                         | Ouvert en 1963 par la FAA. Ancien site ADCOM SAGE Z-221. |
| QWC          | Z-234    | Mesa Rica                       | NM   | ARSR-1E       | 35° 14′ 15″ N, 104° 12′ 16″ O | WADS         | ASW Sud                         | Ancien site ADCOM SAGE Z-234. |
| J-28         | Z-245    | Silver City                     | NM   |               | 32° 59′ 21″ N, 108° 57′ 38″ O |              | ASW Sud                         | Fermé au cours des années 1990. Situé au sommet du mont Brushy. Fasait partie du système de défense antiaérienne de 1972. Maintenant remplacé par le nouveau site ARSR-4 JSS de Deming (J-28A).                                                                            |
| J-28A        |          | Deming                          | NM   | ARSR-4        | 32° 29′ 30″ N, 107° 09′ 59″ O | WADS         | ASW Sud                         | Remplace le site JSS de Silver City (Z-245 / J-28). |
| BTM          | Z-214    | Battle Mountain                 | NV   | ARSR-2        | 40° 24′ 11″ N, 116° 52′ 04″ O | WADS         | AWP Ouest Pacifique             | Situé au sommet du mont Lewis, au sud de Battle Mountain. Plus tôt connu comme Elko. |
| J-52         | Z-315    | Riverhead                       | NY   | ARSR-4        | 40° 52′ 43″ N, 72° 41′ 14″ O  | EADS         | AEA Est                         | Nouveau site radar JSS FAA/USAF; a remplacé la station de Montauk (Z-45). |
| J-55         | Z-312    | Remsen                          | NY   | ARSR-4        | 43° 20′ 43″ N, 75° 14′ 56″ O  | EADS         | AEA Est                         | Nouveau site radar JSS FAA/USAF; remplace la station de Watertown (Z-49). Aussi appelé 'Starr Hill. |
| J-56         | Z-309    | Dansville                       | NY   | ARSR-1E       | 42° 38′ 18″ N, 77° 39′ 10″ O  | EADS         | AEA Est                         | Remplace la station de Lockport (Z-21). |
| QDB          |          | Brecksville                     | OH   | ARSR-1E       | 41° 18′ 08″ N, 81° 41′ 01″ O  | EADS         | AGL Grands lacs                 | Situé à environ 22 km au sud de Cleveland. |
| QWO          |          | London                          | OH   | ARSR-1E       | 39° 50′ 46″ N, 83° 28′ 54″ O  | EADS         | AGL Grands lacs                 | Situé à environ 5 km au sud-ouest de London. |
| OEX          |          | Oklahoma City                   | OK   | ARSR-4        | 35° 24′ 11″ N, 97° 37′ 42″ O  | WADS         | ASW Sud-Ouest                   | Site de formation de la FAA sur ARSR-4. Situé à environ deux kilomètres à l'ouest de l'aéroport Will Rogers World. |
| QVN          |          | Fossil                          | OR   | ARSR-3        | 44° 57′ 37″ N, 119° 57′ 06″ O | WADS         | ANM des montagnes du Nord-Ouest | Au sommet de la montagne, à environ 220 km, au sud-est de Portland. |
| J-81         | Z-345    | Salem                           | OR   | ARSR-4        | 44° 55′ 22″ N, 123° 34′ 25″ O | WADS         | ANM des montagnes du Nord-Ouest | Ancien site ADCOM SAGE. Nouveau site radar JSS FAA / USAF; remplace la station de Mount Hebo (Z-100). Premier site JSS opérationnel dans la 25ème région du NORAD. |
| QCF          |          | Clearfield                      | PA   | ARSR-3        | 41° 04′ 13″ N, 78° 33′ 01″ O  | EADS         | AEA Est                         | Situé à environ 10 km à l'ouest de Clearfield, en Pennsylvanie, dans une zone rurale. |
| J-61         |          | Trevose                         | PA   | ARSR-1        | 40° 08′ 03″ N, 74° 59′ 13″ O  |              | AEA Est                         | Assurait la liaison de données temporaire pendant le remplacement du radar de la station de Gibbsboro (Z-63). Puis il est devenu un remplaçant «permanent» du Z-63 jusqu'à ce que Gibbsboro rouvre avec son ARSR-4. La station a fermé ses portes au milieu des années 90. |
| J-03         | Z-324    | Jedburg                         | SC   | ARSR-4        | 33° 04′ 11″ N, 80° 13′ 14″ O  | EADS         | ASO Sud                         | Remplace la station de North Charleston (Z-113). |
| QOJ          | Z-235    | Joelton                         | TN   | ARSR-1E       | 36° 20′ 10″ N, 86° 51′ 41″ O  | EADS         | ASO Sud                         | Ancien site ADCOM de la station de Joelton, a fermé ses portes en 1961 et a été repris par la FAA. |
| QYB          | Z-233    | Memphis                         | TN   | ARSR-1        | 34° 51′ 10″ N, 89° 45′ 57″ O  | EADS         | ASO Sud                         | Ancien site ADCOM SAGE Z-233. |
| QYS          |          | Rogers                          | TX   | ARSR-1E       | 30° 56′ 38″ N, 97° 16′ 07″ O  | WADS         | ASW Sud-Ouest                   | En zone rurale, à environ 4 km au nord-ouest de Rogers. |
| J-27         | Z-244    | El Paso                         | TX   |               | 31° 40′ 51″ N, 106° 11′ 50″ O | WADS         | ASW Sud-Ouest                   | Situé à Horizon City. Activé en 1963, faisait partie du système de défense aérienne du Sud. Fermé en 1997, remplacé par de nouveaux sites ARSR-4 JSS à Eagle Peak (J-27A) et à Deming (J-28A).                                                                             |
| J-27A        |          | Eagle Peak                      | TX   | ARSR-4        | 30° 55′ 13″ N, 105° 05′ 09″ O | WADS         | ASW Sud-Ouest                   | Nouveau site ouvert à la fin des années 1990 dans un endroit éloigné au sommet de la montagne en remplacement de J-27, à environ 163 km au sud-est d'El Paso. |
| J-15         | Z-240    | Base aérienne d'Ellington       | TX   |               | 29° 36′ 56″ N, 95° 10′ 23″ O  | WADS         | ASW Sud-Ouest                   | Le site ADCOM SAGE a été fermé en 1979. La FAA a pris le relais jusqu'en 1997. Maintenant remplacé par le nouveau site ARSR-4 JSS à Morales (J-15A). |
| FTW          | Z-231    | Keller                          | TX   | ARSR-1D       | 32° 56′ 40″ N, 97° 13′ 13″ O  | WADS         | ASW Sud-Ouest                   | Aussi connu sous le nom de Fort Worth. Ouvert dans les années 1960, toujours en fonction avec un ARSR-1D. |
| J-15A        |          | Morales                         | TX   | ARSR-4        | 29° 20′ 29″ N, 96° 52′ 18″ O  | WADS         | ASW Sud-Ouest                   | Remplace le site de la base aérienne d'Ellington (Z-240 / J-15). Situé à environ 180 km au nord-est de Corpus Christi. |
| J-26         | Z-242    | Odessa                          | TX   |               | 32° 33′ 15″ N, 102° 25′ 40″ O |              | ASW Sud-Ouest                   | Fermé en 1995, remplacé par le nouveau site ARSR-4 JSS de King Mountain (J-26A). |
| J-26A        |          | King Mountain                   | TX   | ARSR-4        | 31° 17′ 06″ N, 102° 16′ 24″ O | WADS         | ASW Sud-Ouest                   | Remplace le site JSS d' Odessa (Z-243 / J-26); situé dans l'extrême ouest du Texas. |
| J-16         | Z-242    | Oilton                          | TX   | ARSR-4        | 27° 29′ 56″ N, 98° 58′ 10″ O  | WADS         | ASW Sud-Ouest                   | Ouvert en 1972 dans le cadre du Southern Air Defence System (SADS); Site ADCOM désactivé le 31 décembre 1977. |
| J-25         | Z-339    | Sonora                          | TX   | ARSR-3        | 30° 28′ 16″ N, 100° 33′ 29″ O |              | ASW Sud-Ouest                   | Ancien site ADCOM SAGE, fermé en 1995, remplacé maintenant par le site ARSR-4 JSS de Rocksprings (J-25A). |
| J-25A        |          | Rocksprings                     | TX   | ARSR-4        | 30° 02′ 48″ N, 100° 16′ 04″ O | WADS         | ASW Sud-Ouest                   | Remplace le site JSS de Sonora (J-25). |
| CDR          | Z-216    | Cedar City                      | UT   | ARSR-2        | 37° 35′ 35″ N, 112° 51′ 49″ O | WADS         | ANM des montagnes du Nord-Ouest | Ouvert en 1962 par la FAA |
| SLC          | Z-213    | Francis Peak                    | UT   | ARSR-1E       | 41° 01′ 58″ N, 111° 50′ 18″ O | WADS         | ANM des montagnes du Nord-Ouest | Ouvert en 1962 par la FAA. Aussi appelé "Salt Lake City" |
| QHZ          |          | Horicon                         | WI   | ARSR-2        | 43° 26′ 45″ N, 88° 29′ 32″ O  | EADS         | AGL Grands lacs                 | Au centre du Wisconsin, dans une zone essentiellement agricole. |
| QBN          |          | Binns Hall                      | VA   | ARSR-3        | 37° 22′ 58″ N, 76° 59′ 55″ O  | EADS         | AEA Est                         | Autrefois considéré comme le remplaçant de la station de Cape Charles (Z-56). |
| J-01         | Z-321    | NAS Oceana                      | VA   | ARSR-4        | 36° 49′ 38″ N, 76° 00′ 49″ O  | EADS         | AEA Est                         | Ancien site ADCOM SAGE, maintenant site radar FAA/ USAF/Navy JSS; remplace la station du Cap Charles (Z-56). |
| J-50         | Z-318    | The Plains                      | VA   | ARSR-3        | 38° 52′ 57″ N, 77° 42′ 10″ O  | EADS         | AEA Est                         | Ouvert en 1980. Remplace les radars des sites ADCOM de Fort Meade, et FAA à Suitland, dans le Maryland. |
| J-79         | Z-151    | Mica Peak                       | WA   | ARSR-4        | 47° 34′ 26″ N, 117° 04′ 52″ O | WADS         | ANM des montagnes du Nord-Ouest | Ancien site ADCOM de la station de Mica Peak (SM-151) désactivé en juillet 1975. Site transféré à la FAA. |
| J-80         | Z-44     | Makah                           | WA   | ARSR-4        | 48° 22′ 18″ N, 124° 40′ 30″ O | WADS         | ANM des montagnes du Nord-Ouest | Ancien site ADCOM de la station de Makah (P-44), fermé en 1982. Maintenant, le site est géré conjointement par l' USAF et la FAA. |
| QSI          | Z-224    | Lovell                          | WY   | ARSR-2        | 44° 49′ 01″ N, 107° 54′ 08″ O | WADS         | ANM des montagnes du Nord-Ouest | Situé sur Medicine Mountain. Connu sous le nom de Cody. |
| LSK          | Z-219    | Lusk                            | WY   | ARSR-2        | 42° 35′ 38″ N, 104° 35′ 18″ O | WADS         | ANM des montagnes du Nord-Ouest | Ouvert en 1963 par la FAA |
| RKS          | Z-218    | Rock Springs                    | WY   | ARSR-2        | 41° 26′ 05″ N, 109° 07′ 03″ O | WADS         | ANM des montagnes du Nord-Ouest | Ouvert en 1962 par la FAA |